# Leszek Bernacki
Leszek Bernacki (ur. 9 lipca 1958 w Dąbrowie Górniczej, zm. 24 grudnia 2017) – polski botanik, orchidolog. Autor map rozmieszczenia gatunków storczykowatych w Polsce. Współautor krytycznej listy roślin naczyniowych w Polsce. Współautor opracowania storczykowatych w Polskiej czerwonej księdze roślin. Współautor Czerwonej Księgi Karpat Polskich. Autor lub współautor kilkudziesięciu publikacji naukowych. 
Studia ukończył na Wydziale Biologii i Ochrony Środowiska Uniwersytetu Śląskiego w Katowicach. Pracę magisterską pt.: „Zbiorowiska roślinne rezerwatów Pogórza Cieszyńskiego” wykonał w Katedrze Geobotaniki i Ochrony Przyrody pod kierunkiem prof. dr hab. Floriana Celińskiego. Odznaczony Srebrnym Krzyżem Zasługi (2001).

## Publikacje
- Wika S., Bernacki L. 1984. W obronie obuwika pospolitego Cypripedium calceolus w rezerwacie florystycznym Michałowiec. Chrońmy Przyr. Ojcz. 40(4):75-82.
- Bernacki L. 1987. Microstylis monophyllos im Oberschlesischen Industriegebiet und in den angrenzeneden Territorien. Mitt. Arbeitskreises Beob. Heimischer Orchideen 16:38-43.
- Bernacki L. 1989. List of orchid hybrids (Orchidaceae) in the flora of Poland. Acta Biol. Silesiana 11(20):48-65.
- Bernacki L. 1989. Taksonomia, ekologia i rozmieszczenia Dactylorhiza ruthei. Acta Biol. Silesiana 11(28): 66-82.
- Bernacki L. 1990. A new natural intergeneric hybrid x Rhizanthera intermedia (Orchidaceae) in the floristic reservation "Góra Tuł" near Cieszyn. Acta Univ. Wratislav. 1055:195-201.
- Bernacki L. 1990. On the occurence of Dactylorhiza baltica in Poland. Acta Univ. Wratislav. 1055:189-194.
- Bernacki L. 1991. Gymnadenia conopsea supsp. Densiflora –a new taxon of Polish flora from the Tatra National Park. Acta Biol. Silesiana 19(36):34-42.
- Bernacki L., Babczyńska-Sendek B., Tokarska-Guzik i in. 1991. Nowe stanowiska Malaxis monophyllos na Wyżynie Śląskiej i terenach sąsiednich. Acta Biol. Silesiana 19(36):43-54.
- Bernacki L., Urbisz A., Prudel K. 1991. Materiały do flory chronionych i rzadkich roślin naczyniowych polskiej części Kotliny Ostrawskiej oraz terenów przyległych. Cz. 1. Gatunki podlegające ochronie prawnej. Acta Biol. Silesiana 19(36):55-64.
- Sendek A., Rostański K., Bernacki L. 1992. Matteucia struthiopteris (L.) Tod. w Alnetum incanae Aich. et Siegr. 1930 na Pogórzu Śląskim. Opolskie Towarzystwo Przyjaciół Nauk, Zeszyty Przyrodnicze 28: 5-12.
- Bernacki L. 1993. Malaxis monophyllos – wyblin jednolistny. W: Polska Czerwona Księga Roślin, p.272-273.
- Bernacki L., Urbisz A., Prudel K. 1994. Materiały do flory chronionych i rzadkich roślin naczyniowych polskiej części Kotliny Ostrawskiej oraz terenów przyległych.  Cześć  2. Gatunki rzadkie. Acta Biologica Silesiana 25(42): 43-55.
- Rostański K., Bernacki L., Gucwa E. 1994. Nowe stanowiska goryczek Gentiana L. i goryczuszek Gentianella Moench ze wschodniej części województwa katowickiego. Acta Biol. Silesiana 25:20-23.
- Bernacki L. 1998. Die Verbreitung der Arten, Unterarten und Bastarde der Orchideengattung Dactylorhiza in Polen. Jahresber. Naturviss. Ver. Wuppertal. 51:191-212.
- Bernacki L. 1998. Materiały do atlasu rozmieszczenia oraz stanu zasobów roślin chronionych i zagrożonych regionu górnośląskiego – PRESS. Część 2. Dactylorhiza incarnata. Acta Biol. Silesiana 33(50):86-94.
- Bernacki L. 1998. Materiały do atlasu rozmieszczenia oraz stanu zasobów roślin chronionych i zagrożonych regionu górnośląskiego – PRESS. Część 3. Dactylorhiza majalis. Acta Biol. Silesiana 33(50):95-112.
- Bernacki L. 1998. Ogólna charakterystyka flory województwa bielskiego. W: Osobliwości szaty roślinnej województwa bielskiego. Colgraf-Press, Poznań, s. 10-14.
- Bernacki L. 1999. Storczyki zachodniej części polskich Beskidów. Colgraf-Press, Poznań.
- Bernacki L. 2000. Program badawczy ORPOL (Orchidaceae Poloniae) – próba stworzenia zobiektywizowanych naukowych podstaw ogólnokrajowej ochrony zasobów storczykowatych w Polsce. Przegląd Przyrodniczy 11(4):13-30.
- Bernacki L. 2000. Materiały do atlasu rozmieszczenia oraz stanu zasobów roślin chronionych i zagrożonych rejonu górnośląskiego – PRESS. Cz. 4. Dactylorhiza sambucina w województwie śląskim i na terenach sąsiednich. Acta Biol. Silesiana 35(52):155-167.
- Bernacki L. 2000. Materiały do atlasu rozmieszczenia oraz stanu zasobów roślin chronionych i zagrożonych regionu górnośląskiego – PRESS. Część 5. Epipactis albensis – nowy gatunek flory województwa śląskiego. Acta Biol. Silesiana 35(52):168-176.
- Bernacki L. 2000. Obfite występowanie gółki długoostrogowej Gymnadenia conopsea (L.) R. Br. (Orchidaceae) w rejonie Chrzanowa na Wyżynie Śląsko-Krakowskiej. Natura Silesiae Superioris 4: 15-22.
- Fiedor M. & Bernacki L. 2000. Materiały do atlasu rozmieszczenia oraz stanu zasobów roślin chronionych i zagrożonych rejonu górnośląskiego – PRESS. Część 6. Spiranthes spiralis w województwie śląskim i na terenach sąsiednich. Acta Biol. Silesiana 35(52):177-190.
- Bernacki L., Nowak T., Urbisz A., Urbisz A., Tokarska-Guzik B. 2000. Rośliny chronione, zagrożone i rzadkie we florze województwa śląskiego. Acta Biologica Silesiana 35(52):78-107.
- Bernacki L. 2001. Preliminary results of investigations concerning the ecological scale of microhabitats of orchidaceous species in Poland, selected examples. Acta Universitatis Wratislaviensis 2317. Prace Botaniczne 79:55-71.
- Wilczek Z., Bernacki L., Orczewska A. 2001. Skuteczność rezerwatowej ochrony ekosystemów łąkowych na przykładzie rezerwatu "Góra Tuł" (Pogórze Śląskie). Przegląd Przyrodniczy 3/4: 223-233.
- Bernacki L., Kącki Z., Dajdok Z. 2002. Kruszczyk połabski. W: Czerwona księga województwa opolskiego. Śląskie Wydaw. „Adan”, Opole, s. 51.
- Bernacki L. 2002. Wątlik błotny. W: Czerwona księga roślin województwa opolskiego. Rośliny naczyniowe wymarłe, zagrożone i rzadkie. Opolskie Towarzystwo Przyjaciół Nauk, Opole, s. 129.
- Bernacki L., Chowaniec B. 2003. Nowe dane o występowaniu wyblinu jednolistnego w Paśmie Babiogórskim (Polskie Karpaty Zachodnie). Acta Biol. Silesiana 37(54):65-70.
- Hereźniak J., Czylok A., Majchrzak B., Witkowska E., Bernacki L., Baryła J. 2003. Materiały do atlasu rozmieszczenia oraz stanu zasobów roślin chronionych i zagrożonych rejonu górnośląskiego - PRESS., cz. 9. Epigonum alphyllum Sw. (Orchidaceae) w województwie śląskim i na terenach sąsiednich. Acta Biol. Silesiana 37:50-63.
- Bernacki L. 2006. Conceptual draft of a three-stage system for protection of localities of rare and threatened plants on the example of the orchid family (Orchidaceae) in Poland. Biodiv, Research and Conserv. 1-2:181-186.
- Bernacki L., Błońska A. 2006. Występowanie storczykowatych (Orchidaceae) w otoczeniu południowego odcinka drogi Krośnica-Niedzica w Pienińskim Parku Narodowym. Pieniny – Przyroda i Człowiek 9:65-70.
- Bernacki L. 2008. Biogeograficzne spojrzenie na zasoby i ochronę storczykowatych (Orchidaceae) w Polsce. W: Problemy badawcze i perspektywy ochrony storczykowatych w Polsce. Uniwersytet w Białymstoku, Biebrzański Park Narodowy. Osowiec-Twierdza, s. 17-24.
- Bernacki L. Pawlikowski P. 2010. Dactylorhiza ruthei (Orchidaceae) w polskiej części Pojezierza Litewskiego. Fragm. Flor. Geobot. Polonica 17(1):67-74.
- Fiedor M. Bernacki L., Kucharzyk J. 2012. Spiranthes spiralis (Orchidaceae) w rejonie Nowego Sącza (Polskie Karpaty Zachodnie). Fragm. Flor. Geobot. Polonica 19(2):427-440.
- Bernacki L., Błońska A., Wróbel I. 2014. Dwulistnik muszy Ophrys insectifera L. na siedlisku antropogenicznym w Pienińskim Parku Narodowym. Pieniny – Przyroda i Człowiek 13: 27–32.
- Bernacki L., Binkiewicz B., Dębowski J., Mitka J., Zając M., Beczała T., Jonderko T. 2016. Występowanie Dactylorhiza incarnata subsp. incarnata (Orchidaceae) w Polskich Karpatach. Fragm. Flor. Geobot. Polonica 23(2) 231-242.
- Bernacki L. 2016. Mieszańce międzygatunkowe storczykowatych Pienińskiego Parku Narodowego. Pieniny – Przyroda i Człowiek 14: 51–61.
- Szeląg Z., Bernacki L, Pawelec J., Stawowczyk K.,  Wolanin M.  2017. Epipactis greuteri (Orchidaceae) in Poland. Polish Botanical Journal 62(1) 117-121.